# پالو آلتو (ویرجینیا)
پالو آلتو (به انگلیسی: Palo Alto) یک منطقهٔ مسکونی در ایالات متحده آمریکا است که در شهرستان هایلند، ویرجینیا واقع شده‌است. پالو آلتو ۶۵۱٫۹۸ متر بالاتر از سطح دریا واقع شده‌است.